# Kleiner Irgis

## Beschreibung
Der Kleine Irgis (russisch Малый Иргиз, Maly Irgis) ist ein Fluss im Südosten des europäischen Russlands und ein linker Nebenfluss der Wolga.
Der Kleine Irgis entspringt unweit der Südgrenze der Oblast Samara. Schon nach rund 5 km erreicht der Fluss die Grenze zur Oblast Saratow. Hier wendet er sich kurz nach Süden, bis er nach der Einmündung der Tschernawa wieder in westlicher Richtung durch weitgehend semiaride Steppe fließt. Nach einer Strecke von insgesamt 235 km mündet der Kleine Irgis in eine Bucht des Saratower Stausees.
Zwischen November und April ist der Fluss meistens zugefroren, während im Frühling ein Großteil des Wassers aus Schmelzwasser stammt. Der Fluss ist bis zu 305 Tage auf großen Teilen seines Laufs ausgetrocknet. Am gesamten Lauf des Kleinen Irgis liegt keine größere Siedlung.